# Стіг (Мармароси)
Стіг — вершина в Мармароському масиві (Східні Карпати), на стику Гуцульських Альп та Чивчин. Розташована на межі Закарпатської та Івано-Франківської областей, на південний схід від села Луги (Рахівський район) та південний захід від села Зелене (Верховинський район). Південні схили гори розташовані в межах Румунії. 
Висота — 1653 м. Привершинні схили згладжені, вкриті трав'яною і чагарниковою рослинністю, місцями є зарості криволісся та ялівцю сибірського. Деякі види (рододендрон східнокарпатський, сон білий) занесені до Червоної книги України. 
На північ від Стога тягнеться хребет з вершинами Щавник (1378 м) і Вихід (1471 м), через які можна вийти до гори Піп Іван Чорногорський (2028 м). На південний схід від гори простягаються Чивчинські гори, на захід — Гуцульські Альпи (Рахівські гори). 
- До Другої світової війни на горі Стіг сходились кордони трьох держав: її південні схили належали Румунії, північно-західні — Чехословаччині, а північно-східні — Польщі.
- Нині по горі проходить кордон зі сходу на південний захід між Україною та Румунією. На верхівці гори встановлений прикордонний стовп номер 413.
- Навкруг гори траверсом пролягає ґрунтова дорога, по якій проходить туристичний маршрут, маркований червоним кольором.
- На західному схилі гори є джерела питної води та місця для встановлення туристичних наметів.